# Friedrich Wilhelm Dann
Friedrich Wilhelm Dann (* 2. März 1902 in Berlin; † 7. Februar 1979) war ein deutscher Schauspieler und Hörspielsprecher.

## Leben
Über das Leben des 1902 in Berlin geborenen Friedrich Wilhelm Dann (Geburtsname: Friedrich Wilhelm Dannemeyer) sind nur lückenhafte Informationen vorhanden. Mitte der 1930er Jahre war er Obmann der Reichstheaterkammer, Fachschaft Bühne im Berliner Plaza, was auf seine damaligen Aktivitäten als Theaterschauspieler schließen lässt. Ab den 1940er Jahren stand er in vielen Spielfilmen und Fernsehproduktionen vor der Kamera. Auch war er als Hörspielsprecher für den Rundfunk der DDR tätig.
Friedrich Wilhelm Dann verstarb 1979 im Alter von 76 Jahren.

## Filmografie
- 1942: Wir machen Musik
- 1943: Das Bad auf der Tenne
- 1943/44: Eine kleine Sommermelodie (UA: 1982)
- 1950: Der Rat der Götter
- 1950: Familie Benthin
- 1950: Saure Wochen – frohe Feste
- 1951: Die letzte Heuer
- 1952: Frauenschicksale
- 1953: Die Unbesiegbaren
- 1954: Der Fall Dr. Wagner
- 1955: Ein Polterabend
- 1956: Der Hauptmann von Köln
- 1957: Spielbank-Affäre
- 1958: Der Prozeß wird vertagt
- 1959: Weimarer Pitaval: Der Fall Harry Domela (Fernsehreihe)
- 1959: Der Zinker
- 1959: SAS 181 antwortet nicht
- 1960: Flucht aus der Hölle (Fernseh-Vierteiler)
- 1961: Der Ermordete greift ein (Fernseh-Fünfteiler)
- 1962: Das grüne Ungeheuer (Fernseh-Fünfteiler)
- 1970: Caesar und Cleopatra (Theateraufzeichnung)
- 1971: Husaren in Berlin
- 1972: Gefährliche Reise (Fernseh-Mehrteiler)

## Theater
- 1967: George Bernhard Shaw: Caesar und Cleopatra (Belzanor) – Regie: Ottofritz Gaillard (Volksbühne Berlin)

## Hörspiele
- 1960: Rolf Schneider: Der dritte Kreuzzug oder Die wundersame Geschichte des Ritters Kunifried von Raupenbiel und seine Aventiuren – Regie: Wolfgang Brunecker (Hörspiel – Rundfunk der DDR)
- 1963: Horst Berensmeier: Manko – Regie: Fritz-Ernst Fechner (Kriminalhörspiel – Rundfunk der DDR)
- 1967: Heinz Beck: Treffpunkt Mittelkeller (Wirt) – Regie: Joachim Staritz (Kriminalhörspiel frei nach Akten der Berliner Kriminalpolizei – Rundfunk der DDR)
- 1969: Josef Hertel:  Goldmedaillen für Herzfelde  – Regie: Detlef Kurzweg (Kinderhörspiel – Rundfunk der DDR)
- 1970: Georgij Mdiwani: Dein Onkel Mischa (Gorschkow) – Regie: Maritta Hübner (Kinderhörspiel, 2 Teile – Rundfunk der DDR)
- 1970: Anita Heiden-Berndt: Städte unserer Republik – Leipzig (Heinrich) – Regie: Christa Kowalski (Kinderhörspiel/Rätselsendung – Rundfunk der DDR)
- 1970: Günter Schiller: Der ehrliche Finder (Bankdirektor) – Regie: Christa Kowalski (Kinderhörspiel, 2 Teile – Rundfunk der DDR)